# Mario Cassi
Mario Cassi (Arezzo, 6 dicembre 1973) è un baritono italiano.

## Carriera
Laureato in economia all'Università di Firenze, Mario Cassi studia canto privatamente dapprima con Slavka Taskova Paoletti, poi con Alessandra Rossi e Bruno de Simone, e vince nel 2002 il Viotti di Vercelli (secondo premio) e il concorso Toti Dal Monte di Treviso (premio speciale Cesare Bardelli), in seguito al quale esordisce nella Cenerentola di Gioachino Rossini
, e nel 2003 del concorso Operalia di Plácido Domingo (premio Zarzuela). Nel 2004 si afferma anche al concorso Spiros Argiris.
Viene scelto da Riccardo Muti per il ruolo del Dottor Malatesta nel Don Pasquale andato in scena al Ravenna Festival, al MusikVerein di Vienna, a Mosca, San Pietroburgo, Liegi, Colonia e Parigi.
Dopo l'esordio all'Opera Royal di Wallonie nel ruolo di Figaro del Barbiere di Siviglia di Rossini, ricopre tale ruolo in noti teatri internazionali quali: Arena di Verona, Teatro Real di Madrid, Palau de les Arts Reina Sofía di Valencia, Liceu di Barcellona, Colon di Buenos Aires, Opera di Firenze, Terme di Caracalla, San Carlo di Napoli, Teatro Verdi di Trieste, Opera di Montecarlo, Rossini Opera Festival.
Nel 2017 è ancora Malatesta in Don Pasquale a Düsseldorf con la regia di Rolando Villazón; nel 2018 è protagonista di Don Giovanni (ruolo ricoperto anche nel 2016 a Liegi) a Colonia.
Negli ultimi anni amplia il suo repertorio verso il belcanto romantico, con Riccardo ne I puritani di Bellini, Enrico in Lucia di Lammermoor, il Conte di Vergy in Gemma di Vergy e riprendendo La favorite di Donizetti, tra l'altro. Soprattutto, però, esordisce in importanti personaggi verdiani quali Giorgio Germont (Liegi, 2016) e il Conte di Luna (Liegi, 2018).
Nel 2022, sbarca in Australia per la prima volta, debuttando alla Sydney Opera House con Le nozze di Figaro di Mozart.

## Discografia

### CD
- 2002 - Gioachino Rossini, La scala di seta, dir. Giovan Battista Varoli, Bongiovanni
- 2005 - Antonio Salieri, La grotta di Trofonio, dir. Christophe Rousset, Naïve/Ambroise
- 2005 - Filippo Marchetti, Romeo e Giulietta, dir. Andriy Yurkevych, Dynamic
- 2007 Manuel Garcia, Il califfo di Bagdad, dir Christophe Rousset Archiv
- 2012 Saverio Mercadante "I due Figaro" dir. Riccardo Muti Ducalemusic

### DVD
- 2006 - Gaetano Donizetti, Don Pasquale, dir. Riccardo Muti, regia Andrea De Rosa, Ravenna, RaiTrade-Arthaus
- 2007 - Gaetano Donizetti, Maria Stuarda, dir. Riccardo Frizza, regia Pierluigi Pizzi, Macerata, Naxos
- 2009 - Domenico Cimarosa, Il matrimonio segreto, dir. Giovanni Antonini, regia Stefano Mazzonis di Pralafera, Liegi, Dynamic
- 2013 - Gioachino Rossini Il barbiere di Siviglia dir A. Zedda Rossini Opera Festival
- 2013 - Gaetano Donizetti, Gemma di Vergy, com Maria Agresta e Gregory Kunde, dir. R. Rizzi-Brignoli, regia Laurent Gerber, Bergamo, Bongiovanni